# Villa des Ternes
La villa des Ternes est une voie du 17e arrondissement de Paris, en France.

## Situation et accès
La villa des Ternes est une voie privée située dans le 17e arrondissement de Paris. Elle débute au 96, avenue des Ternes et se termine au 39, rue Guersant.
Elle est composée de six avenues :
- avenue de Verzy
- avenue de la Chapelle
- avenue des Arts
- avenue Yves-du-Manoir
- avenue des Pavillons

Le quartier est desservi par la ligne 1 à la station de métro Argentine.

## Origine du nom
Elle doit son nom au voisinage de l'avenue des Ternes, qui tient elle-même sa dénomination du fait qu'elle était la rue principale qui traversait l'ancien hameau des Ternes.

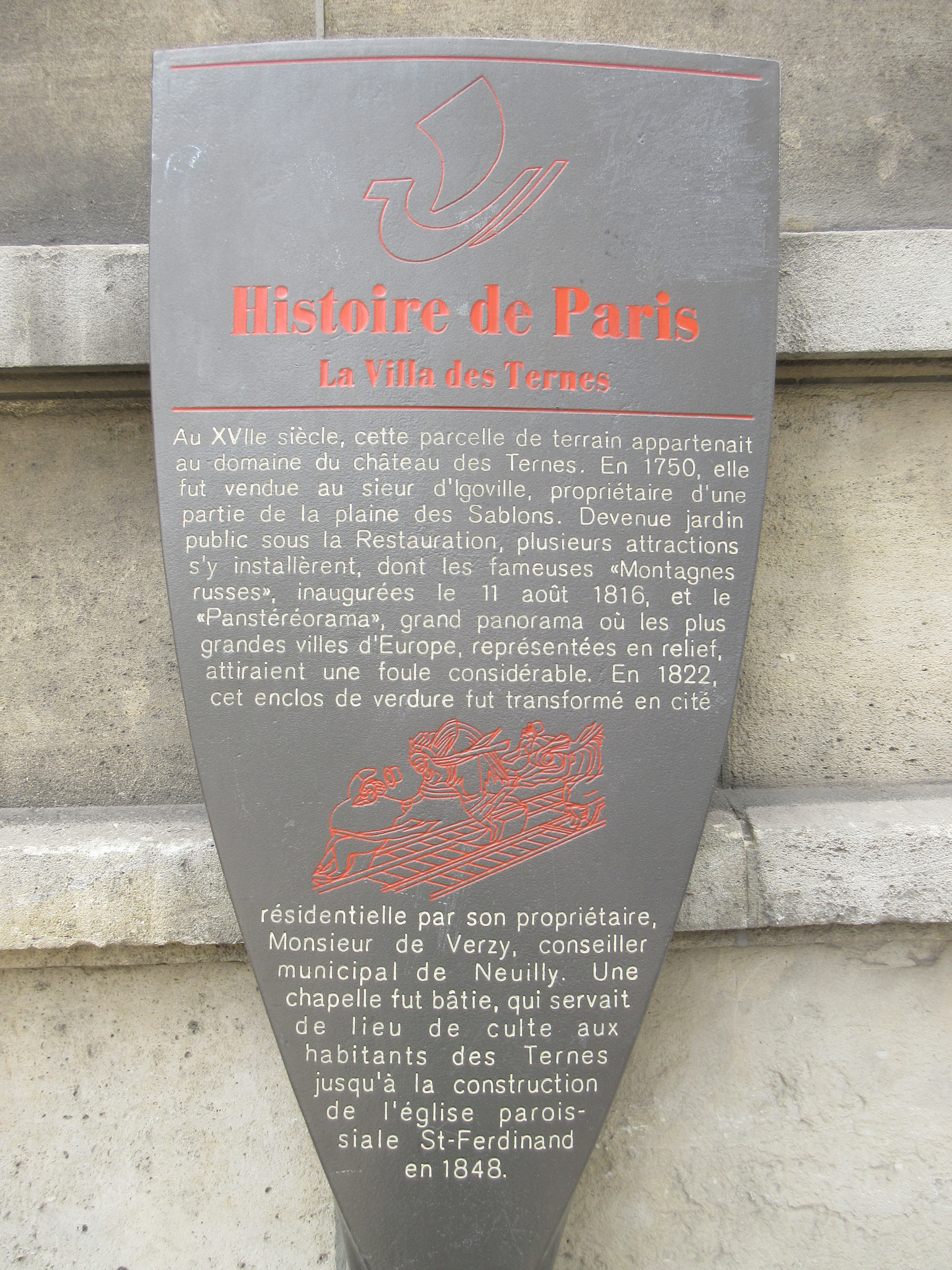
Panneau Histoire de Paris
« La Villa des Ternes ».

## Historique

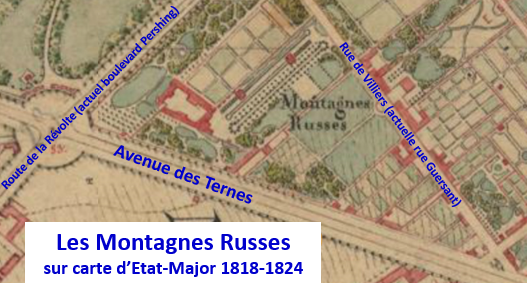
Les Montagnes russes sur carte d'État-Major de 1818-1824.

La villa des Ternes s'étend sur le terrain de l'ancien château des Ternes sur la partie du territoire de la commune de Neuilly-sur-Seine, annexée à la ville de Paris en 1860. Un parc d'attraction avec les premières montagnes russes s'y était établi en 1816 d'où son ancien nom d'« enclos des Montagnes russes » jusqu'en 1929. La villa fut créée en 1822 par François Toussaint Verzy, conseiller municipal de Neuilly, qui laissa dans son testament le règlement des constructions, puis par ses héritiers, qui lotirent le terrain. Le règlement entre les propriétaires du 16 août 1880 concerne la protection des arbres, le mode d'implantation et interdit les commerces et professions libérales.
Le coureur cycliste Paul Médinger y fut tué par sa femme en 1895.

## Bâtiments remarquables et lieux de mémoire
De nombreuses personnalités demeurèrent ici, parmi celles-ci :
- l’artiste-peintre Alexandre Steinlen (1859-1923),
- le compositeur Victor Massé (1822-1884),
- le journaliste et homme politique Paul de Cassagnac (1842-1904),
- l’auteur dramatique Théodore Barrière (1821-1877),
- l’écrivain Edmond About (1828-1885),
- le chah d’Iran Mohammad Reza Pahlavi (1919-1980[2].